# Rio Al (afluente do Cotur)
Al (em armênio: Աղ-չայ; romaniz.: Ał-čay) ou rio A (em turco: Ağ çai), o histórico rio Chuarxe (Ճվաշռոտ, Čuaršṙot), é um rio da bacia do Araxes, na Turquia. É um dos afluentes do rio Cotur. Em seu vale foi formado o distrito (gavar) de Zovasrócia, na província da Vaspuracânia, no Reino da Armênia.